# Amazonenkärpfling
Der Amazonenkärpfling (Poecilia formosa), genannt auch Amazon Molly, Pale Molly und Blasser Kärpfling, ist ein Vertreter der lebendgebärenden Zahnkarpfen, von dem nur Weibchen bekannt sind. Ursprünglich entstanden durch Hybridisierung zwischen Atlantikkärpfling (Poecilia mexicana) und Breitflossenkärpfling (Poecilia latipinna), benötigen die Kärpflinge Sperma von Männchen nah verwandter Arten, um die Entwicklung der bereits diploiden Eizellen anzuregen, ohne jedoch das Genmaterial des Vaters zu verwenden. Diese Form der Fortpflanzung wird als Gynogenese bezeichnet.

## Merkmale
Amazonenkärpflinge erreichen durchschnittlich eine Länge von 5,5 cm, als Maximum wird 9,6 cm in der Literatur angegeben. In der Erscheinungsform stehen die Fische genau zwischen den Weibchen des Breitflossenkärpflings und Atlantikkärpfling. Sie sind unscheinbar silbrig-weiß, die Flossen sind farblos. Die Rückenflosse besitzt 11 Flossenstrahlen, beim Atlantikkärpfling sind es 9, beim Breitflossenkärpfling 13.

## Vorkommen und Lebensweise
Der Amazonenkärpfling (fälschlich gelegentlich „Amazonaskärpfling“ genannt) kommt in einem eng begrenzten Gebiet zwischen dem Nueces River im Südosten Texas’ bis zur Mündung des Río Tuxpan nördlich der Sierra del Abra in Mexiko vor. Außerhalb des natürlichen Verbreitungsgebietes gibt es noch stabile Populationen im Einzugsgebiet des San Marcos River in Zentraltexas. Die Fische sind tolerant gegenüber dem Salzgehalt des Wassers, wurden aber anders als der Breitflossenkärpfling bisher nicht im Brackwasser nachgewiesen.
Da die Weibchen zur Fortpflanzung auf Sperma von Männchen verwandter Arten angewiesen sind, können sie nur dort überleben, wo auch passende Kopulationspartner vorhanden sind. Im natürlichen Verbreitungsgebiet sind dies  Männchen der Elternarten Breitflossenkärpfling und Atlantikkärpfling, außerdem noch Breitpunktkärpflinge (Poecilia latipunctata). Die eingeführte Population im San Marcos River ist von dort ebenfalls nicht natürlich vorkommenden Breitflossenkärpflingen abhängig. Unter Laborbedingungen wurden weitere Arten der Gattung Poecilia als mögliche Sexualpartner identifiziert: P. catemaconis, Spitzmaulkärpflinge (P. sphenops), Costa-Rica-Mollys (P. gillii), Lanzenspitzenkärpflinge (P. petenensis), Schwefelmollys (P. sulphuraria), Segelkärpflinge (P. velifera) sowie Guppys (P. reticulata) – insgesamt alle darauf untersuchten Arten der Gattung. Mit lebendgebärenden Zahnkarpfen der Gattung Xiphophorus konnte jedoch kein Nachwuchs erzeugt werden.

## Sexualparasitismus
Als Sexualparasit ist der Amazonenkärpfling auf Männchen anderer Arten angewiesen, gleichzeitig stehen die Arten aber in Konkurrenz um ökologische Ressourcen. Hier ist der Amazonenkärpfling im Vorteil, da nur weibliche Tiere existieren, also weniger Individuen nötig sind, um genauso viel Nachwuchs zu erzeugen wie die sich sexuell fortpflanzenden Konkurrenten. Andererseits bedeutet ein Verdrängen der Konkurrenten auch das Ende für die Amazonen. Für die Männchen der spermaspendenden Arten sollte die Kopulation mit Amazonenkärpflingen nachteilhaft sein, da sie so ihre Gene nicht an die nächste Generation weitergeben können. Evolutionär sollten diejenigen Männchen im Vorteil sein, die zwischen den parasitären Amazonen und den Weibchen der eigenen Art unterscheiden können. In Experimenten konnte jedoch nachgewiesen werden, dass Männchen des Breitflossenkärpflings für Weibchen der eigenen Art eher attraktiv sind, wenn sie sich vorher mit Amazonenkärpflingen gepaart haben.
Es werden zwei mögliche Faktoren für die Aufrechterhaltung der Koexistenz von Parasit und Wirt angenommen, einmal seien dies stark schwankende Umweltbedingungen, die verhindern, dass sich die Arten gegenseitig auskonkurrieren, andererseits sollen die sexuellen Präferenzen der Männchen die Koexistenz regulieren.

## Polyploidie
Neben den diploiden Amazonenkärpflingen sind auch triploide Tiere bekannt. Sehr selten entstehen auch tetraploide Fische.

## Systematik
Es konnte belegt werden, dass die Amazonenkärpflinge durch ein Hybridisierungsereignis zwischen einem weiblichen Atlantikkärpfling und einem männlichen Breitflossenkärpfling vor etwa 120.000 Jahren entstanden sind.